# Sjaak Bral
Sjaak Bral, pseudoniem van Marcel van der Heijden (Den Haag, 11 november 1963) is een Nederlandse cabaretier, televisiepresentator en schrijver.

## Carrière
Bral kreeg bekendheid nadat hij in 1992 interviews gaf in het televisieprogramma RUR en in het radioprogramma van Frits Spits. Een paar maanden later kon hij aan de slag bij Radio West als columnist. In 1995 begon hij met stand-upcomedy en nam hij de naam Sjaak Bral aan, omdat hij zijn echte naam niet als een artiestennaam vond klinken. Sjaak is de voornaam van zijn vader en bral komt van brallen.  Sinds 1996 maakt Bral ieder jaar een oudejaarsconference onder de naam Vaarwel plus het jaartal. Een televisieregistratie van deze voorstelling wordt jaarlijks uitgezonden via TV West.
Van 2001 tot en met 2004 was Bral panellid in het consumentenprogramma Ook dat nog.
Na een aantal boekjes en verscheidene columns in kranten en tijdschriften, begon hij in 2003 bij Noordzee FM in de ochtendshow van Gordon als columnist. Dit beviel zo goed, dat hij vanaf 1 maart 2004 een eigen lunchprogramma kreeg op Noordzee FM. Broodje Bral was elke werkdag te horen van 12:00 tot 14:00 uur. Per 1 juli 2005 stopte dit programma, omdat het station van eigenaar veranderde.
In 2010 toerde hij samen met Fred Delfgaauw met de theaterproductie De Nachtclub in Vlaanderen rond.
Opvallend is zijn hoge tempo van spreken en zingen, bijvoorbeeld in het kerstliedje "De boom staat in de kamer".
Vanaf april 2018 presenteert Bral weer zijn eigen radioprogramma. Elke zaterdag tussen 12 en 14 uur is zijn programma Broodje Bral te beluisteren via Radio West.

## Cabaretprogramma's
| -2007 - 1997: Uit de Haagse School geklapt (met Adriaan Bontebal) - 1999: Dat had je vroeger niet - 2002: Hurken in de berm - 2003: Op ware grootte - 2003: Vaarwel 2003! - 2004: Vaarwel 2004! - 2005: Bloedlink! - 2005: Vaarwel 2005! - 2006: Vaarwel 2006! - 2006: Wij Nederlanders - 2007: Koffiehuis de Ooievaar (met Fred Delfgaauw) - 2007: Vaarwel 2007! | 2008-2015 - 2008: Vaarwel 2008! - 2009: Nachtclub (met Fred Delfgaauw) - 2009: Vaarwel 2009! - 2010: Vanzelfsprekend - 2010: Vaarwel 2010! - 2011: Vaarwel 2011! - 2012: Vaarwel 2012! - 2013: HIER en NU - 2013: Vaarwel 2013! - 2014: Vaarwel 2014! - 2015: Lik op stuk - 2015: Vaarwel 2015! | 2016- - 2016-2017: De moord op Blonde Dolly - 2016: Vaarwel 2016! - 2017: Vaarwel 2017! - 2018: Vaarwel 2018! - 2019: Vaarwel 2019! - 2020: Vaarwel 2020! - 2021: Vaarwel 2021! - 2022: Vaarwel 2022! - 2023: Vaarwel 2023! - 2024: Vaarwel 2024! |